# Héros du travail (Corée du Nord)
Héros du travail est le plus haut titre honorifique de la Corée du Nord et la plus haute décoration du pays dans son ensemble. Le prix était probablement prévu pour l'établissement à l'été 1950, mais la guerre de Corée a reporté ces plans. Lorsque la guerre est entrée dans une phase d'impasse le long du 38e parallèle , le gouvernement a eu le temps de lancer officiellement la décoration, à l'origine sous le nom de Héros du travail de Corée. 16 personnes ont été décorées héros travaillistes pendant la guerre et plus depuis lors. La décoration est basée sur son équivalent soviétique, Héros du travail socialiste .

## Caractéristiques
Héros du travail est le plus haut titre honorifique de la Corée du Nord . C'est aussi la plus haute décoration du pays. Immédiatement en dessous se trouvent l' Ordre de Kim Il-sung et les Prix Kim Il-sung . En plus du titre, une médaille d'or est décernée. La médaille représente le marteau et la faucille sur une étoile à cinq branches . Il est décerné indépendamment de l'attribution similaire de l'Ordre du Travail .

## Histoire
Héros du travail de Corée devait probablement être créé à l'été 1950, mais l'éclatement de la guerre de Corée a stoppé les plans. Ce n'est que lorsque la guerre a atteint une impasse le long du 38e parallèle que le gouvernement a eu le temps de se concentrer sur son système de récompenses. Héros du travail a été promulgué et il est devenu la plus haute distinction civile du pays. Le titre est basé sur son équivalent soviétique , Héros du travail socialiste .
Il a d'abord été promulgué en tant que héros coréen du travail, en utilisant le mot coréen Chosun ( 조선 ). Cela le distinguait de l'Ordre du travail connexe dont le nom complet était « Ordre du travail de la République populaire de Corée ». C'est probablement parce que les Nord-Coréens ont copié chaque détail des décorations de l'Union soviétique, dont certaines comportaient le nom plus long du pays, « Union soviétique », et d'autres simplement « soviétique ».
Pendant la guerre, 16 personnes ont été décorées Héros du travail. Une fois la guerre terminée, étonnamment, Kim Il-sung n'a pas reçu le titre. Il n'en reçut un que le 7 septembre 1958, probablement parce qu'il avait consolidé sa position au pouvoir à la suite de la tentative de coup d'État de 1956 connue sous le nom d'incident de la faction d'août . Kim Jong-il n'en a jamais reçu, ce qui a amené les observateurs à conclure que le prix n'avait pas beaucoup de valeur politique, du moins à l'époque.

## Destinataires
| Name                                                                | Occupation | Date             | Notes | Ref    |
| ------------------------------------------------------------------- | --- | ---------------- | --- | ------ |
| Kim Rak-hui                                                         | politician | 1955             | Awarded for leading post-war reconstruction of farms in Kaechon | [ 4 ]  |
| Kim Il-sung                                                         | Premier of North Korea | 7 septembre 1958 | Awarded after the August Faction Incident (1956) | [ 1 ]  |
| Paek Sol-hui                                                        | botanist | 7 octobre 1979   | Developer of a crop strain | [ 5 ]  |
| Ri Pyong-sam                                                        | politician | 19 octobre 2011  | Political Director of the Korean People's Internal Security Forces | [ 6 ]  |
| Chang Jae-ryong                                                     | manager | Octobre 2012     | Manager of Osoksan Granite Mine, Ryonggang County, Nampho. Awarded "for his meritorious services, displaying bold and enterprising work style and practical ability."                      | [ 7 ]  |
| Hong Song-gwan                                                      | sea captain | 7 juin 2016      | Former captain of Fishing Boat 1728 of the Second Fleet of the Kamapho Fishery Station that overfulfilled the fishing plan on many years                                                   | [ 8 ]  |
| Kim Chun-hui                                                        | weightlifting coach | 2018             | Weightlifting coach of the Kigwancha Sports Club | [ 9 ]  |
| 300 workers                                                         | |                  | Awarded following the 1974 70-Day Battle mass mobilization campaign | [ 10 ] |
| Jo Myong-suk                                                        | manager |                  | Manager of the Hadang Unha Clothing Factory, awarded "in high appreciation of her devoted services to the prosperity of the country and the improvement of the people's living standards." | [ 11 ] |
| Jong Yong-man                                                       | painter |                  | Awarded twice. Painter of over 600 works, 170 which are in the Korean Art Gallery | [ 12 ] |
| Kim Kwang-min                                                       | football coach |                  | Coach of the women of the April 25 Sports Team and the women's national team |        |
| Kim Sang-ryon                                                       | agronomist |                  | Developer of a rice strain | [ 5 ]  |
| Kim Sin-ung                                                         | associate academician |                  | At the Pyongyang University of Mechanical Engineering |        |
| Mun Kang-sun                                                        | weaver |                  | Overfulfilling plans at the Kim Jong-suk Textile Mill |        |
| O Tae-hyong                                                         | sculptor |                  | Took part in sculpting the Chollima Statue, Monument to the Victorious Battle of Pochonbo, Mansu Hill Grand Monument, Wangjaesan Grand Monument and the Monument to Party Founding.        | [ 13 ] |
| Om Kil-son (ru)                                                     | actor and director |                  | "[F]or his contribution to the development of the Juche-based film art" | [ 14 ] |
| Pak Jong-ju                                                         | film director |                  | Director at the Korean Film Studio | [ 15 ] |
| Paek Jong-muk                                                       | manager |                  | Manager of the Sogam Pharmaceutical Factory |        |
| Ra Un-sim                                                           | footballer |                  | Captain of the North Korea women's national football team |        |
| Ri Ok-sang                                                          | agriculturalist |                  | Developed stockbreeding technology |        |
| Ri Song-gun                                                         | painter |                  | Painter of the Korean Painting Production Unit of the Mansudae Art Studio | [ 16 ] |
| Ri Sung-ik                                                          | virologist |                  | Head of the Virus Research Institute of the Pyongyang Medical College of Kim Il-sung University                                                                                            | [ 17 ] |
| Ro Ik-hwa                                                           | sculptor |                  | Maker of many famous statues with the Merited Sculpture Production Company of the Mansudae Art Studio                                                                                      |        |
| Ri Yong-suk                                                         | politician |                  | anti-Japanese war veteran | [ 18 ] |
| Jin Pong-jun                                                        | manager |                  | Manager of Fishery Station No. 223 run by the Korean People's Army | [ 19 ] |
| Kang Song-il                                                        | | 24 March 2021    | Awarded for feats of economic and socialist construction | [ 20 ] |
| Jang Tong-gil                                                       | | 24 March 2021    | Awarded for feats of economic and socialist construction | [ 20 ] |
| Kye Chol-nam                                                        | | 24 March 2021    | Awarded for feats of economic and socialist construction | [ 20 ] |
| Sin Song-chol                                                       | | 24 March 2021    | Awarded for feats of economic and socialist construction | [ 20 ] |
| Sin Myong-son                                                       | | 24 March 2021    | Awarded for feats of economic and socialist construction | [ 20 ] |
| Kim Hui-ok                                                          | | 24 March 2021    | Awarded for feats of economic and socialist construction | [ 20 ] |
| Rim Yong-ok                                                         | | 24 March 2021    | Awarded for feats of economic and socialist construction | [ 20 ] |
| Jang Ryong-sik                                                      | vice-department director of the Information and Publicity Department of the Central Committee of the Workers' Party of Korea | 6 October 2020   | Merits in music and art | [ 21 ] |
| Choe Chang Su                                                       | Actor |                  | | [ 22 ] |
| Yu Won Jun                                                          | Actor |                  | | [ 22 ] |
| Kanggye Youth Power Station unit 3                                  | Hydropower plant | 29 April 1984    | | [ 23 ] |
| Red Flag 1-class locomotive of Tanchon Youth Engine Service Brigade | Electric locomotive |                  | also awarded three 'three revolution flag' and 'Lathe No. 26' Model Machine Prize | [ 24 ] |
| Kim Byong-suk                                                       | angler | 2 August 1959    | | [ 25 ] |